# Peter Groth (Ingenieur)
Peter Groth (* 1. August 1938 in Stettin/Pommern) ist ein deutscher Maschinenbauingenieur und zusammen mit Alfred Zimmer 1963 Entwickler des weltweit ersten FEM-Programms ESEM bei der Daimler Benz AG in Stuttgart. 1969 verfassten beide das erste deutsche Lehrbuch der Finite-Elemente-Methode: Elementmethode der Elastostatik. Daraus entwickelte Groth in eigener Firma 1971 das bis Ende des letzten Jahrhunderts meistverkaufte deutsche FEM-Programm TPS10. Zuletzt war er als Professor an der Hochschule Esslingen tätig.

## Leben
Peter Groth studierte über den zweiten Bildungsweg Maschinenbau an der Hochschule Esslingen, Abschluss 1963. Mit Alfred Zimmer leitete er bis 1971 das ESEM-Entwicklungsteam bei Daimler Benz in Stuttgart. Dabei entstand das weltweit erste FEM-Programm.
In seiner eigenen Firma T-Programm GmbH Reutlingen entwickelte er (1971–1995) TPS10, das bis Ende des letzten Jahrhunderts erfolgreichste deutsche FEM-Programm, welches danach zusammen mit Helmut Faiss weiter entwickelt wurde.
Von 1976 bis 2013 lehrte er an der Hochschule Esslingen als Honorarprofessor 75 Semester lang die Anwendung der FEM-Methode im Fahrzeugbau. 1994 hielt er ein Gastsemester an der UTN Cordoba, Argentinien. 2009 wurde er Gastprofessor an der Universität Yangzhou in China.

## Publikationen
- Alfred Zimmer, Peter Groth: Elementmethode der Elastostatik. Oldenbourg Verlag München Wien, 1970.
- Peter Groth: FEM Anwendungen. Springer, 2002, ISBN 978-3-540-41483-4.
- K.-W. Jäger (Hrsg.): CIM-Bausteine Grundwissen für Anwendung und Ausbildung. Hüthig, 1990, ISBN 3-7785-1822-4, 4.1 Finite-Elemente-Methode, S. 455–484.
- P. Groth u. a.: Berührungslose Oberflächenmessung von Spannungen einschließlich Eigenspannungen an großen und kleinen Bauteilen. In: VDI-Berichte Nr. 1616. 2001, S. 47–89.
- Kraftfahrtechnisches Taschenbuch. 27. Auflage. Vieweg+Teubner, 2010, ISBN 978-3-8348-1440-1, S. 108–115.